# Communauté de communes du Pays Bilurien
La communauté de communes du Pays Bilurien est une ancienne communauté de communes française, située dans le département de la Sarthe et la région Pays de la Loire.

## Histoire
La communauté de communes du Pays bilurien est créée en décembre 1994. La commune de Saint-Mars-de-Locquenay y adhère en décembre 2001.
Elle fusionne le 1er janvier 2017 avec la communauté de communes du Pays des Brières et du Gesnois pour former la communauté de communes « Le Gesnois Bilurien ».

## Composition
La communauté regroupait les huit communes de l'ancien canton de Bouloire, intégrées en 2015 au canton de Saint-Calais :
| Nom                        | Code Insee | Gentilé         | Superficie (km2) | Population (dernière pop. légale) | Densité (hab./km2) |
| -------------------------- | ---------- | --------------- | ---------------- | --------------------------------- | ------------------ |
| Bouloire (siège)           | 72042      | Biluriens       | 26,77            | 2 085 (2014)                      | 78                 |
| Coudrecieux                | 72094      | Coudrecelestins | 24,27            | 644 (2014)                        | 27                 |
| Maisoncelles               | 72178      | Maisoncelles    | 11,10            | 188 (2014)                        | 17                 |
| Saint-Mars-de-Locquenay    | 72298      | Loquenaysiens   | 21,78            | 553 (2014)                        | 25                 |
| Saint-Michel-de-Chavaignes | 72303      | Chavaignais     | 18,37            | 758 (2014)                        | 41                 |
| Thorigné-sur-Dué           | 72358      | Thorignéens     | 18,99            | 1 602 (2014)                      | 84                 |
| Tresson                    | 72361      | Tressonnais     | 29,22            | 454 (2014)                        | 16                 |
| Volnay                     | 72382      | Volnaysiens     | 19,84            | 893 (2014)                        | 45                 |

## Administration
| Période    | Période       | Identité                | Étiquette | Qualité                  |
| ---------- | ------------- | ----------------------- | --------- | ------------------------ |
| ?          | mai 2000      | Raymond Douyère         | PS        | Député-maire de Bouloire |
| mai 2000   | avril 2001    | Frédéric de Montalember |           | Maire de Coudrecieux     |
| avril 2001 | décembre 2016 | Claude Drouin           | DvG       | Maire de Bouloire        |